# Зейтулаев, Эгат Алядинович
Эга́т Аляди́нович Зейтула́ев (16 сентября 1932, Уркуста, Севастопольский район, Крымская АССР, Украинская ССР, СССР) — советский деятель строительства. Начальник Марийского территориального управления строительства (Главмарийстрой) (1979—1992), президент концерна «Марийстрой» (1992—1993). Заслуженный строитель РСФСР (1991). Лауреат Государственной премии Марийской АССР (1984). Член КПСС с 1959 года.

## Биография
Родился 16 сентября 1932 года в дер. Уркуста Севастопольского района Крымской АССР Украинской ССР (ныне — с. Передовое Балаклавского района города федерального значения Севастополь Республики Крым) в семье крымских татар.
В 1944 году вместе с семьёй был депортирован в Звениговский район Марийской АССР. В 1950 году окончил Кокшамарскую среднюю школу в родном районе. Заведовал клубом, работал грузчиком, шофёром в родном районе, с 1954 года работал на стройках Йошкар-Олы МарАССР.
В 1956 году окончил школу мастеров в Ленинграде. В 1959 году вступил в КПСС. До 1968 года — прораб, начальник УНР-725 треста № 116 в Йошкар-Оле, с 1968 года — начальник СМУ-1 треста «Марпромстрой».
В 1971 году окончил Марийский политехнический институт имени М. Горького. С 1972 года в Марийском территориальном управлении строительства (Главмарийстрой): заместитель начальника, с 1975 года — первый заместитель начальника, в 1979—1992 годах — начальник. В 1982 году окончил Академию народного хозяйства СССР. С 1992 года — президент концерна «Марийстрой», в 1993—1997 годах — президент ОАО «Созидатель» в Йошкар-Оле. Признаётся авторитетной фигурой строительной индустрии Марийской республики, умевшим решать сложные вопросы.
Занимался общественно-политической деятельностью: в 1967—1986 годах доверенное лицо депутата Верховного Совета СССР Г. Караваева. В 1980—1993 годах — депутат Верховного Совета Марийской АССР X—XIII созыва.
За вклад в развитие строительства и общественно-политическую жизнь Марийской республики награждён орденами Трудового Красного Знамени (дважды) и «Знак Почёта», медалями, а также Почётной грамотой Президиума Верховного Совета Марийской АССР. В 1974 году стал лауреатом Государственной премии Марийской АССР. В 1991 году ему присвоено почётное звание «Заслуженный строитель РСФСР».
В настоящее время проживает в Йошкар-Оле.

## Признание заслуг
- Заслуженный строитель РСФСР (1991)[1][2]
- Заслуженный строитель Марийской АССР (1977)[1][2]
- Орден Трудового Красного Знамени (1981, 1986)[1][2]
- Орден «Знак Почёта» (1971)[1][2]
- Медаль «Ветеран труда»
- Медаль «За доблестный труд. В ознаменование 100-летия со дня рождения Владимира Ильича Ленина»
- Государственная премия Марийской АССР (1984)[1][2]
- Почётная грамота Президиума Верховного Совета Марийской АССР (1982)[1][2]